# Ros Sopheap
Ros Sopheap (Khmer រស់ សុភាព; geb. 1962 in Kambodscha) ist eine kambodschanische Frauenrechtsaktivistin. Sie war Gründerin und bis 2021 Leiterin von Gender and Development Cambodia (GADC), einer Nichtregierungsorganisation, die sich dafür engagiert, häusliche Gewalt zurückzudrängen und Frauen in Führungspositionen zu bringen.

## Frühes Leben und Ausbildung
Ros Sopheap kam 1962 in Kambodscha zur Welt. Noch bis 2007 lernten Mädchen in ihrer Schulzeit den Chbab Srey kennen, einen seit dem Mittelalter tradierten Verhaltenskodex in Form eines Lehrgedichts, der die Unterwerfung von Frauen unter den Willen des Mannes idealisiert. Sie erwarb einen Bachelor-Abschluss in Pädagogik am Institut für Fremdsprachen der Königlichen Universität von Phnom Penh.

## Öffentlicher Dienst
Ros Sopheap begann ihre Karriere als Projektkoordinatorin und Dolmetscherin. So unterstützte sie als Dolmetscherin einen Wahlbeobachter bei der Parlamentswahl in Kambodscha 1993.
Ab Mitte der 1990er Jahre war Sopheap als Beamtin im kambodschanischen Informationsministerium tätig. Sie übernahm 1995 ein Forschungsprojekt über häusliche Gewalt, die damit erstmalig in Kambodscha thematisiert wurde. Um mehr über die Ursachen von Geschlechtsspezifische Gewalt zu erfahren, führte Sopheap sechs Monate lang Interviews mit Dorfbewohnern in sechs Provinzen.

## GADC
Von 1997 an war sie drei Jahre lang als Koordinatorin für Gender and Development Cambodia (GADC) tätig, damals ein halbautonomes Programm des Kooperationsausschusses für Kambodscha, das Sopheap Anfang 2000 in eine lokale Nichtregierungsorganisation (NRO) mit Sitz in Phnom Penh überführte. Sie selbst wurde geschäftsführende Direktorin. Die GADC setzt sich für die Verhinderung häuslicher Gewalt gegen Frauen ein und fördert Frauen in Führungspositionen, insbesondere junge Frauen. Zusätzlich zu ihren Sensibilisierungskampagnen für Geschlechtergleichstellung und Frauenrechte bietet die Organisation Rechtsbeistand und Bildung.
Im Jahr 2014 veranstaltete GADC im Rahmen der globalen Kampagne One Billion Rising eine Fahrradveranstaltung gegen häusliche Gewalt. Die Veranstaltung wurde von der Polizei und privaten Sicherheitsdiensten aufgelöst. Sopheap kommentierte, dass die Reaktion der Regierung der Verpflichtung zuwiderlaufe, die Kambodscha in der Konvention zur Beseitigung jeder Form von Diskriminierung der Frau (CEDAW) eingegangen sei, und auch nicht der Universellen Erklärung der Menschenrechte und der Kambodschanischen Verfassung entsprächen. Im Rahmen einer 2018 durchgeführten Kampagne von UN Women zur Sensibilisierung für Gewalt gegen Frauen und Kinder beteiligte sich die GADC in den Provinzen Battambang, Kampong Chhnang, Prey Veng und Pursat. GADC richtete in verschiedenen Provinzen Selbsthilfegruppen für Frauen, so genannte Gender Cafes, ein. Ein Projekt zur Verbesserung der wirtschaftlichen Unabhängigkeit von Frauen war trug den Titel Empowerment of Women through Small Economic Empowerment Projects in Kampong Chhnang, Prey Veng and Pursat, wobei die Gender Action Learning Systems von Oxfam zum Einsatz kamen.
Sopheap forderte von staatlichen Stellen mehr Mittel für die Opfer von geschlechtsspezifischer Gewalt und Rechtsschutz für Überlebende von häuslicher Gewalt. Sie brachte sich in vielen frauenpolitische Diskussionen ein. So setzte sie sich für ein Verbot der kommerziellen Leihmutterschaftsindustrie in Kambodscha ein und sprach sich gegen die Kriminalisierung von Leihmüttern aus. Sie setzte sich für das Recht berufstätiger Frauen auf Stillen ein. Auch problematisierte sie die Häufigkeit der in Kambodscha durchgeführten Hymenoplastik-Operationen und die dahinterstehende kulturelle Erwartung, dass Frauen jungfräulich sein müssten. Zum Schutz von Frauen forderte sie die staatliche Verhinderung der Beschaffung gefährlicher Substanzen durch die Täter von Säureangriffenen. Sopheap forderte Maßnahmen zur Beseitigung der geschlechtsspezifischen Ungleichheiten bei den Bildungschancen. 2015 kämpfte sie gegen ein vorgeschlagenes Gesetz zur Regulierung von NGOs.
Sopheap trat 2021 als Geschäftsführerin der GADC zurück.

## Sonstige Aufgaben
Sopheap leitete den Ausschuss zur Förderung von Frauen in der Politik, der von 12 kambodschanischen Organisationen gebildet wird. Sie vertrat ihre Anliegen beim UN-Ausschuss für die Beseitigung der Diskriminierung der Frau (CEDAW) und arbeitete mit der Friedensmission der Vereinten Nationen (UNTAC) und auch mit Nichtregierungsorganisationen wie CARE zusammen.